# Great Gonzos!: The Best of Ted Nugent
| Recensione | Giudizio |
| ---------- | -------- |
| AllMusic   | [ 2 ]    |

Great Gonzos!: The Best of Ted Nugent è la prima raccolta di Ted Nugent, uscita nel 1981 e contenente 13 tracce.

## Tracce
1. Cat Scratch Fever - 3:39 - (Ted Nugent)
2. Just What the Doctor Ordered - 3:42 - (Ted Nugent)
3. Free-For-All - 3:21 - (Ted Nugent)
4. Dog Eat Dog - 4:03 - (Ted Nugent)
5. Motor City Madhouse - 4:27 - (Ted Nugent)
6. Paralyzed - 4:11 - (Ted Nugent)
7. Stranglehold - 8:24 - (Ted Nugent)
8. Baby, Please Don't Go - 5:58 - (Williams) (Big Joe Williams Cover)
9. Wango Tango - 4:49 - (Ted Nugent)
10. Wang Dang Sweet Poontang - 6:27 - (Ted Nugent)

## Tracce aggiunte nel 1999
1. Yank Me, Crank Me - 4:39 - (Ted Nugent)
2. Homebound - 4:41 - (Ted Nugent)
3. Give Just a Little - 3:48 - (Ted Nugent)